# Pays de Galles septentrional
Pour les articles homonymes, voir North Wales (homonymie).
North Wales, Gogledd Cymru
Zones principales
- Restreinte (Conwy, Denbighshire, Flintshire, Gwynedd, Île-d’Anglesey et Wrexham)
- Étendue (Conwy, Denbighshire, Flintshire, Gwynedd, Île-d’Anglesey, Powys et Wrexham)

Comtés
- Territoire approximatif (Anglesey, Caernarvonshire, Denbighshire et Flintshire)

Le pays de Galles septentrional (Northern Wales en anglais), ou le nord du pays de Galles (North Wales en anglais et Gogledd Cymru en gallois), localement nommé « le Nord » (the North en anglais et y Gogledd en gallois), est une région non officielle du pays de Galles.

## Définition
Le pays de Galles septentrional couvre les boroughs de comté de Conwy et Wrexham ainsi que les comtés du Denbighshire, du Flintshire, du Gwynedd et de l’Île-d’Anglesey.
Il est bordé au sud par le pays de Galles central.
On distingue, au sein de cet ensemble :
- la partie est (en), dite « nord-est du pays de Galles » (Denbighshire, Flintshire et Wrexham) ;
- la partie ouest (en), dite « nord-ouest du pays de Galles » (Conwy, Gwynedd et Île-d’Anglesey).